# Warsaw (Kentucky)
Warsaw è un comune degli Stati Uniti d'America, situato nello Stato del Kentucky, nella contea di Gallatin, della quale è il capoluogo.